# Clauzadeomyces verrucosus
Clauzadeomyces verrucosus är en svampart som beskrevs av Diederich 1994. Clauzadeomyces verrucosus ingår i släktet Clauzadeomyces, divisionen sporsäcksvampar och riket svampar.   Inga underarter finns listade i Catalogue of Life.